# Arthur W. Upfield

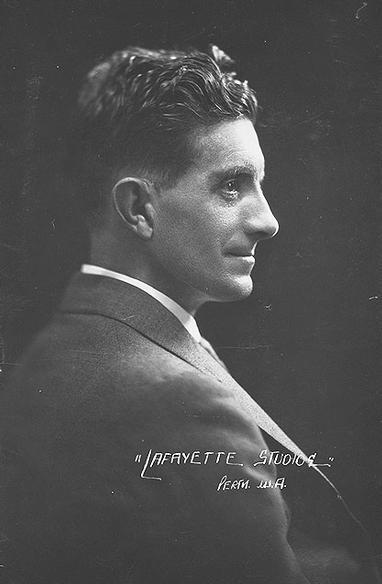
Arthur Upfield

Arthur William Upfield (* 1. September 1890 in Gosport, Hampshire, England; † 12. Februar 1964 in Bowral, New South Wales) war ein britisch-australischer Autor von Kriminalromanen.

## Leben
Arthur William Upfield wurde als William Arthur Upfield geboren, die Vornamen aber schon früh in umgekehrter Reihenfolge verwendet. Er hatte vier jüngere Brüder und war ein schwieriges Kind, sodass die Eltern ihn überwiegend bei den Großeltern aufwachsen ließen. So wurde er vor allem von seinen Großmüttern und deren unverheirateten Schwestern geprägt – Frauen, die fest in der Kultur des Viktorianischen Zeitalters verwurzelt waren, die den Kleidungsstil – und auch die Verhaltensweisen und Ansichten – von Königin Victoria sogar zu Hause imitierten. Das erzeugte bei Arthur W. Upfield lebenslang hohen Respekt, aber auch eine ambivalente Haltung gegenüber starken Frauen.
Als Jugendlicher schrieb er einen ersten Roman im Umfang von 120.000 Worten – eine Science-Fiction. Es ging um eine Reise zum Mars. Dem folgten zwei weitere. Alle wurden nie veröffentlicht. Um den Jahreswechsel 1910/1911 schob sein Vater ihn – vermeintlich endgültig – nach Australien ab. Als Begründung gab er an, aus Arthur W. Upfield werde sowieso nichts, Australien sei weit genug weg, damit er seiner Familie keinen Ärger machen könne, und er würde nie genug Geld verdienen, um sich eine Schiffspassage zurück leisten zu können.
Arthur W. Upfield versuchte sich in verschiedenen Gelegenheits-Jobs und war vom „Outback“, der Natur und den Menschen, fasziniert. Im Laufe der Zeit reparierte er Grenzzäune, arbeitete als Rinder- und Schafhirte, jagte professionell Kaninchen, suchte nach Opalen, war Erntehelfer, Koch und Manager einer Schaf-Ranch. Beim Job-Wechsel schob er seine Habseligkeiten auf einem Fahrrad, dessen Pedale abgeschraubt waren, und ging zu Fuß. Bei seinen Wanderungen über den Kontinent sammelte er die zahlreichen Erfahrungen über das Leben und Überleben im „Bush“, die er in seinen Werken verarbeitete. An der australischen Gesellschaft faszinierte ihn die existenzielle Abhängigkeit der Menschen voneinander in dem menschenarmen, über eine riesige Fläche sich erstreckenden Outback.
Bereits zu Beginn des Ersten Weltkriegs meldete er sich im August 1914 als Kriegsfreiwilliger und war in der Australian Imperial Force in der Schlacht von Gallipoli, in Ägypten und in Frankreich eingesetzt. Nach dem Ende des Krieges blieb er zunächst für weitere fünf Jahre in Großbritannien, wo er als Privatsekretär eines Generals arbeitete. 1924 kehrte er nach Australien zurück und lernte ein Ehepaar kennen, Mary und Angus, das eine Rinder-Farm betrieb, auf der er arbeitete. Er hatte damals eine Midlife-Crisis, die wirtschaftliche Lage war schlecht und er begann, sich Gedanken über seine Zukunft zu machen. Sie sprachen auch darüber, dass Arthur W. Upfield als Jugendlicher drei Romane verfasst hatte. Mary ermutigte ihn, erneut mit dem Schreiben zu beginnen. Er begann mit The Barrakee Mystery, das zu schreiben er mehrere Jahre brauchte. Etwas später begonnen, aber noch vor dem letztgenannten, 1926, veröffentlicht, war The House of Cain – ein Misserfolg, was vor allem daran lag, dass die handelnden Personen der städtischen Oberschicht entstammen, ein Soziotop, mit dem Arthur W. Upfield sich nicht wirklich auskannte. So blieben die Figuren blass und die Handlung wirkte sehr konstruiert.
George Frankland, der Literaturagent, an den sich Arthur W. Upfield im Vorfeld der Publikation von The Barrakee Mystery wandte, behandelte das Manuskript mit viel Kritik aber auch großem Respekt, was Arthur W. Upfield ermutigte, mit der Arbeit weiterzumachen. Besonders lobte Frankland, dass ein Bumerang als Mordwaffe in einem Kriminalroman eine wirkliche Neuheit war.
Nach seinem vierten Roman, The Sands of Windee (Ein glücklicher Zufall), zog Arthur W. Upfield nach Perth, um seinen Lebensunterhalt als Journalist zu verdienen, und wechselte in gleicher Funktion 1933 nach Melbourne. Hier gab er den Journalismus nach einiger Zeit auf, um Vollzeit als Schriftsteller tätig zu sein, und fokussierte sich auf Krimis mit dem Ermittler „Bony“.
Mit dem Beginn des Zweiten Weltkriegs kamen zahlreiche Soldaten der U.S. Army nach Australien und lernten das Land auch durch die Krimis von Arthur W. Upfield kennen. Leseempfehlungen, die zurück in die Heimat vermittelt wurden, riefen den Verlag Doubleday auf den Plan, der die Rechte an sechs Romanen erwarb und vier sofort veröffentlichte. Das war der Durchbruch – auch in Australien.
1948 führte Arthur W. Upfield eine Expedition der Zeitschrift Australian Geographic über 8.000 km durch den Nordwesten Australiens. Arthur W. Upfield lebte in den 1950er-Jahren für einige Jahre in Bermagui, wo er schon den siebten Bony-Roman, Der Kopf im Netz (The Mystery of Swordfish Reef), hatte handeln lassen, den er 1939 veröffentlichte.

## Literarisches Werk
Arthur W. Upfield veröffentlichte 36 Romane und zahllose Kurzgeschichten. Die Erfahrungen, die er in den Jahren in der Wildnis sammelte, prägen die 29 Kriminalromane um Kriminalinspektor Napoleon Bonaparte, „Bony“, die Upfield ab 1929 veröffentlichte. Umgekehrt enthält die Figur des Bony sehr viel Autobiografisches. Ähnliches gilt für die Figur von Clarence B. Bagshott, einen Schriftsteller, den er in den beiden Romanen The Devil's Steps (Der Pfad des Teufels) und An Author Bites the Dust (Die Leute von nebenan) auftreten lässt. Ein wichtiges Anliegen von Arthur W. Upfield ist es, Handlungen und Situationen zu schaffen, die typisch für das australische Outback und ausschließlich hier möglich sind.
Der permanente Konflikt zwischen den unterschiedlichen Interessen und Lebensweisen der europäischen Siedler und der Aborigines ist ein herausragendes Thema für Upfield und in der zentralen Figur des Bony personifiziert, in dessen fiktiver Biografie er ihn Sohn eines weißen Vaters und einer Aborigine-Mutter sein lässt. Upfield hängt dabei einer romantischen Konzeption an, die sich die Gesellschaft der Aborigines vor der weißen Einwanderung als paradiesischen Zustand vorstellt, kommt andererseits aber auch nicht davon los, die Unterschiede zwischen Aborigine-Kultur und europäischer Kultur als Gefälle wahrzunehmen und die Verbindung beider Kulturen für nicht möglich zu halten. Dabei verwendet er auch gängige Stereotype, die heute seitens der Aborigines scharf kritisiert werden. Das schließt Begriffe ein, deren Verwendung aufgrund ihres diskriminierenden Charakters heute nicht mehr vertretbar ist oder faschistoide Theorien zur Bevölkerungsregulierung. Entgegen seiner Annahme, die Verbindung beider Kulturen nicht für möglich zu halten, konstruiert er den Detektiv „Bony“ als Sohn einer Aborigine-Mutter und eines europäischen Vaters, der sich als „Brücke“ zwischen beiden Kulturen versteht.
Neben dem permanenten Konflikt zwischen europäischen Siedlern und Aborigines sind für Arthur W. Upfield die australische Landschaft und die Naturgewalten ein herausragendes, oft zentrales Thema. Die Handlungen spielen fast ausschließlich im Outback oder in kleinen Siedlungen. Die gekonnten Schilderungen der sich in einem riesigen Nichts verlierenden Landschaften in extremem Klima im Innern Australiens und der darin in äußerster Isolation lebenden Menschen nehmen einen großen Raum ein und sind das eigentlich Bemerkenswerte an den Romanen. Dies alles verschafft den Kriminalromanen Arthur W. Upfields eine besondere Rolle in diesem Genre. Arthur W. Upfield versetzt das klassische „Who-dun-it“ des Detektivromans in eine für die meisten Leser exotische Umgebung. Personifiziert ist das in dem Ermittler „Bony“, dessen Name bei potentiellen Lesern eine solche Zugkraft entwickelte, dass er in den 1950er-Jahren seitens der Verlage in der Regel auch immer in die Titel der Bücher aufgenommen wurde.
Einer der Romane Upfields, in dem Natur und Zeit sich gelungen mit dem Handlungsablauf verbinden und als eigener Ablauf Spannung erzeugen, ist Death of a Lake, 1954, (Der sterbende See, 1955): In der extremen Hitze und Trockenheit des Hochsommers im südlichen Hinterland Australiens warten sechs Männer und zwei Frauen auf einem einsamen Außenposten auf das Austrocknen eines Sees. Auf seinem Grund soll sich die Leiche eines Mannes befinden, der vor Jahren nach einem großen Lottogewinn eines Nachts beim Schwimmen im See verschwand. Getarnt als Pferdezureiter nimmt Bony in der erdrückenden Hitze seine Ermittlungen auf.
Arthur W. Upfield war ein begeisterter Geschichten-Erzähler. Die Durchsicht seiner Manuskripte und der Korrekturfahnen lag ihm dagegen weniger. Sein Verhältnis zum etablierten australischen Literaturbetrieb war gespannt. Der nahm seine Krimis nicht ernst. Umgekehrt hielt er diese Literaten für arrogante Snobs und meinte dazu:

“Australians are constitutionally unable to appreciate their own creative works unless the authors are living abroad or are dead. At present, I’m not interested in the former condition and I’m not really in a hurry to achieve the latter one.”

„Australier sind an sich unfähig, ihre eigenen kreativen Arbeiten zu schätzen, es sei denn der Autor lebt im Ausland oder ist tot. Im Moment bin ich an ersterem nicht interessiert und habe keine Eile letzteres zu erreichen.“

Seine „literarische Rache“ am etablierten australischen Literaturbetrieb waren dann die beiden Krimis The Devil's Steps (Der Pfad des Teufels) und An Author Bites the Dust (Die Leute von nebenan).
Für jedes seiner Werke erhielt er zwischen 40 und 100 Rezensionen aus dem In- und Ausland und reagierte in den Büchern, die er anschließend schrieb, darauf, wenn drei oder mehr Kritiker denselben Punkt benannten. Bei negativer Kritik versuchte er, das in den folgenden Werken zu vermeiden, bei positiver Kritik auszubauen. Er selbst schätze moderne fiktionale Literatur mehr als „Klassiker“.
Als er 1964 starb, schrieb er an seinem 34. Roman, dem 29. mit Bony als Ermittler, der unter dem Titel The Lake Frome Monster von J. L. Price und Dorothy Strange fertig geschrieben wurde.
Im deutschsprachigen Raum erscheinen die Romane Upfields seit Mitte der 1950er-Jahre in der Buchserie Rote Reihe des Goldmann Verlags, der die Bücher kontinuierlich neu auflegt. Die Buchreihe war die literarische Vorlage für die australische Fernsehserie Boney, die 1972/73 entstand. Der 1990 produzierte Fernsehfilm Bony: Fahrt in den Tod und die 1992 entstandene Fernsehserie Bony und sein Kommissar sind freie Adaptionen der von Upfield entwickelten Konstellation.

## Auszeichnungen
- 1957 „Book of the Year“ des Ellery Queen’s Mystery Magazine für The Bushman who Came Back, auch als Bony Buys a Woman (Bony kauft eine Frau)
- Ein US-amerikanischer Mystery Crime Writers Award wird erwähnt,[37] sowie ein Edgar Allan Poe Award – Kategorie Bester Roman 1958 für Bony Buys a Woman – beides ohne Quellenangaben.[Anm. 4]

Neben diesen Auszeichnungen war Upfield 1956 auch für den Gold Dagger der britischen Crime Writers' Association für The Cake in the Hatbox (Der schwarze Brunnen / Sinister Stones) nominiert.

## Privat
Arthur W. Upfield heiratete 1915 Anne Douglas, mit der er einen Sohn hatte, Arthur James Upfield. Die Ehe verlief nicht dauerhaft harmonisch, oft lebten die Ehepartner getrennt, ab den 1930er-Jahren dann dauerhaft. Während seiner langen Aufenthalte und Wanderungen durch das Outback kaufte er sich gelegentlich Sex bei Prostituierten. Da Anne einer Scheidung nicht zustimmte, blieb die Ehe formal bestehen. Er lebte dann mit Jessica Uren zusammen, die auch die Texte seiner Bücher redigierte und gesellschaftlich als seine Frau galt.

## Werke
- The Murchison Murders. Midget Masterpiece Publishing, Sydney 1934 (?).
  - Die Murchison-Morde. (E-Book). ETT imprint, Exile Bay, NSW, 2023, ISBN 978-1-923024-01-4.
- Bony at Bermagui. ETT Imprint, Cabarita, New South Wales, 2022, ISBN 978-1-922698-21-6.